# 크리스 휴스
크리스 휴스(Chris Hughes, 1983년 11월 26일 ~ )는 미국의 기업인이다. 마크 저커버그, 에두와도 새버린, 더스틴 모스코비츠와 함께 페이스북을 공동으로 설립하였다.